# Filippo Brignone
Filippo Brignone (Bricherasio, 13 settembre 1812 – Torino, 23 gennaio 1877) è stato un generale e politico italiano, conquistatore di Spoleto, combattente a Custoza, deputato e senatore del Regno d'Italia.

## Biografia
Prese parte alle campagne della prima guerra d'indipendenza, della guerra di Crimea, della seconda guerra d'indipendenza e dell'Impresa dei Mille.
Nel 1862 fu commissario straordinario per la Sicilia, poi ispettore generale della fanteria. Fu deputato (così come il fratello Giuseppe) per cinque legislature (tra cui una nel Regno di Sardegna) e nominato senatore nel 1872.

## Onorificenze
Il suo comune natale gli ha dedicato la via in cui si trova la sua casa di nascita.